# ゲレーロ地区
ゲレーロ地区（ゲレーロちく、英語: Ghelae'lo District）はエリトリアの行政区画。

## 概要
ゲレーロ地区は、エリトリアの第2級行政区画であり、セメナウィ・ケイバハリ地方に属する。行政府所在地はゲレーロ。セメナウィ・ケイバハリ地方最南端の地区であり、東側でデブバウィ・ケイバハリ地方のアレエタ地区、北西でフォロ地区、南西でセナフェ地区と区境を接し、北の紅海・ダフラク海峡越しにダフラク諸島を管轄とするダフラク地区と接する。地区内にアリド山を持つ火山地帯であり、北にマングローブと塩原に地理的特徴があるブリ半島、ブリ半島の西にズラ湾を持つ。また、南にエチオピアとの国境を有している。北部ではアファル人、南部ではサホ人が多く居住している。

## ゲレーロ地区の都市・集落
- ゲレーロ - 行政府所在地
- アッカ
- アサーイラ
- アリバラト
- インゲル
- ガンデリ
- クロト
- ディレンミ
- ドゥルー
- フォロクル
- ブルテリ
- メケンニル
- ランマガディ
- レンダコマ
- ワセナ